# Rovenosa rasnitsyni
Rovenosa rasnitsyni (лат. ) — ископаемый вид наездников, единственный в составе монотипического рода Rovenosa из семейства Ichneumonidae (подсемейство Stilbopinae). Ровенский янтарь (Украина, поздний эоцен, около 35 млн лет).

## Описание
Мелкие перепончатокрылые ихневмоноидные наездники. Длина тела 5,5 мм, длина переднего крыла 3,75 мм. Голова шаровидная с крупными глазами. Лоб между основаниями усиков плоский без килей. Лабиальные щупики 4-члениковые. Нотаули развиты, стернаули отсутствуют. Коготки лапок простые. Метасома цилиндрическая. Яйцеклад короткий, его длина 1,2 мм.

## Классификация и этимология
Rovenosa сходен с родом Panteles. Вид был впервые описан в 2011 году российским энтомологом Андреем Ивановичем Халаимом (ЗИН РАН, Санкт-Петербург и Universidad Autónoma de Tamaulipas, Тамаулипас, Мексика). Таксон назван в честь российского профессора Александра Павловича Расницына.